# Belső-Ázsia
Belső-Ázsia Ázsia belső, száraz, nomadizmusra alkalmas,  történeti-földrajzi-kulturális tényezők alapján lehatárolt területeinek elnevezése. A lehatárolást nehezíti, hogy történetileg változó tartalmú, kiterjedésű területet értettek alatta.

Belső-Ázsia 1900 körül

Alapvetően két részre osztható: Nyugat-Turkesztán és Kelet-Turkesztán, de mindkét irányban túlnyúlik ezeken.
A Közép-Ázsia elnevezés általában a Belső-Ázsia nyugati, iszlám része; azaz Kazahsztán, Üzbegisztán, Kirgizisztán, Türkmenisztán és Tádzsikisztán, Afganisztánnal néha Közép-Ázsia részeként is szerepelt. Közép-Ázsiát Mongóliával, Kína nyugati felével és Tibettel együtt Belső-Ázsiának is nevezik. A Kongresszusi Könyvtár osztályozási rendszere azonban a „Közép-Ázsiát” és a „Belső-Ázsiát” szinonímiaként kezeli.